# Tom Swift
 (novembre 2023).

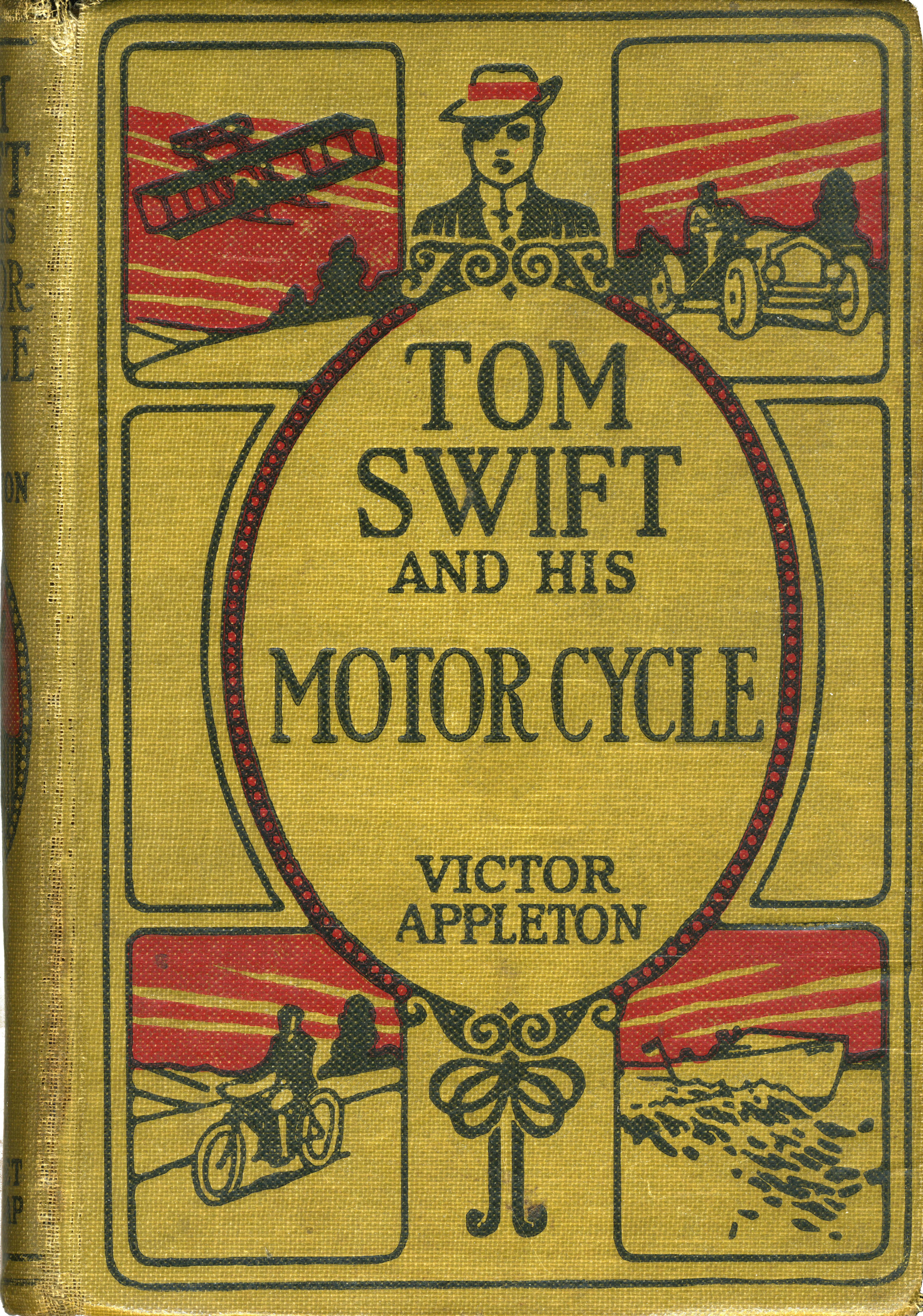
Tom Swift and His Motor Cycle (1910) (Tom Swift et sa motocyclette, le premier livre de Tom Swift.

Tom Swift (dans certaines versions : Tom Swift, Jr.) est le personnage central de cinq séries américaines pour enfants - représentant un total de cent volumes - de science-fiction pour enfants, de romans d'aventure centrés sur la science, l'invention et la technologie.

## L'auteur
Le personnage a été créé par Edward Stratemeyer, le fondateur du Stratemeyer Syndicate, une société écrivant des livres à la demande. Ses aventures ont été écrites, au fil des ans, par un certain nombre de « nègres » et publiées sous le pseudonyme collectif de Victor Appleton (et dans un cas sous celui de « Victor Appleton II »).

## Publication
Aux États-Unis, le personnage est apparu pour la première fois en 1910, et est apparu dans de nouveaux titres jusqu'en 2007. En France, ce n'est qu'à partir de 1960 que les éditions Charpentier publient quelques titres de la série dans la collection Lecture et Loisir.
Les livres ont été traduits dans un bon nombre de langues et se sont vendus à plus de vingt millions d'exemplaires à travers le monde. Tom Swift a également été le sujet d'un jeu de société et d'un spectacle télévisé, et la réalisation d'un long métrage portant sur lui a été annoncée en 2008. Plusieurs célébrités, qui comprennent Steve Wozniak et Isaac Asimov, ont cité Tom Swift comme ayant contribué à leur inspiration. Plusieurs inventions, dont le "taser", ont été directement inspirées par les inventions de fiction de Tom Swift.

## Thème de la série

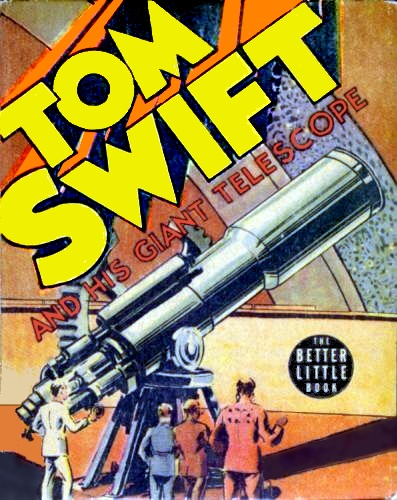
Tom Swift and His Giant Telescope (1939) (« Tom Swift et son télescope géant »), d'après la série original Tom Swift.

Dans ses diverses incarnations, Tom Swift, en général adolescent, est inventif et l'esprit tourné vers la science. Tirant de son nom une devise, « Swift by name and swift by nature » (« Prompt de nom, et prompt de nature »), Tom est présenté comme un génie de naissance, et, dans les premières séries, on dit de lui qu'il n'a pratiquement pas d'éducation officielle.
La plupart des différentes séries sont centrées sur les inventions de Tom dont certaines sont antérieures aux inventions réelles correspondantes. Le personnage a été représenté de différentes manières au fil des années, mais en général, les livres peignent la science et la technologie comme apportant des résultats totalement bénéfiques, et le rôle de l'inventeur dans la société y est représenté comme admirable autant qu'héroïque.
Le personnage a été conçu au départ sur le modèle de figures telles que Henry Ford, Thomas Edison et le pionnier de l'aviation Glenn Curtiss. Dans la plus grande partie des cinq séries, chaque livre se centre sur la dernière invention de Tom, et le rôle de celle-ci dans la résolution d'un problème ou d'un mystère, ou encore dans l'aide qu'elle apporte à Tom pour accomplir des exploits, dans le domaine de l'exploration ou du sauvetage. Bien souvent, Tom doit protéger son inventions de « méchants » « tout entiers attachés à voler la foudre de Tom ou à empêcher son succès » (intent on stealing Tom’s thunder or preventing his success) ; mais à la fin, Tom triomphe toujours.

## Les inventions de Tom Swift
Beaucoup des inventions imaginaires de Tom reflétaient ou présageaient des évolutions technologiques effectives. Tom Swift chez les faiseurs de diamants, de 1911, était fondé sur les essais de Charles Parsons pour produire des diamants synthétiques en utilisant le courant électrique. Tom Swift et son téléphone photo fut publié en 1912 ; cependant, le procédé pour envoyer des photographies par téléphone ne fut pas mis au point avant 1925. Tom Swift et sa caméra magicienne (1912) met en scène une caméra de cinéma portable, qui ne sera pas inventée avant 1923, et Tom Swift et sa locomotive électrique (1922) fut publié deux ans avant que le Central Railroad of New Jersey mette en service la première locomotive diesel électrique.

## Titres publiés en France
Quatre titres ont paru dans la collection Lecture et Loisir des éditions Charpentier :
- 1960, no 24 : Tom Swift et son laboratoire volant, de Victor Appleton. Illustrations de Georges Brient et G. Kaye.
- 1960, no 32 : Tom Swift et son cycloplane, de Victor Appleton. Illustrations de G. Kaye.
- 1961, no 38 : Tom Swift et sa fusée spatiale, de Victor Appleton II. Illustrations de Georges Brient et G. Kaye.
- 1961, no 44 : Tom Swift et son satellite fantôme, de Victor Appleton.

## Apparitions dans d'autres médias
Tom Swift apparaît dans le quinzième épisode de la deuxième saison de la série télévisée Nancy Drew, adaptée d'une autre série de la Stratemeyer Syndicate. Le personnage est interprété par Tian Richards. Cet épisode sert de backdoor pilot à un projet de série télévisée centrée sur Tom Swift et se déroulant dans le même univers que Nancy Drew.
En août 2021, The CW passe officiellement la commande d'une première saison.